# 青龍駅 (平壌市)
青龍駅（チョンニョンえき、朝: 청룡역）は、朝鮮民主主義人民共和国の平壌市寺洞区域にある、朝鮮民主主義人民共和国鉄道省が管轄する鉄道駅である。

## 隣の駅
鉄道省
平徳線
美林駅 - 青龍駅 - 立石里駅
明堂線
青龍駅 - 梨峴駅